# Religioni in Islanda
Il cristianesimo è la religione più diffusa in Islanda. Secondo stime dell'Association of Religion Data Archives (ARDA) riferite al 2015, i cristiani rappresentano circa l'85% della popolazione e sono in maggioranza protestanti; il 2% circa della popolazione segue altre religioni, il 5,5% della popolazione non segue alcuna religione e il restante 7,5% della popolazione non dichiara la propria affiliazione religiosa. Secondo un'indagine statistica del 2020 effettuata dall'istituto islandese Hagstofa Íslands, i cristiani sono circa il 75% della popolazione, il 2,5% della popolazione segue altre religioni, l'1% circa della popolazione segue l'umanesimo secolare, il 7,2% della popolazione non segue alcuna religione e il 14,3% della popolazione non specifica la propria affiliazione religiosa.
La costituzione riconosce la libertà religiosa, ma stabilisce che la Chiesa Evangelica Luterana d'Islanda è la Chiesa nazionale e gode di privilegi non disponibili per gli altri gruppi religiosi. Tutte le altre organizzazioni religiose devono registrarsi con il Ministero della giustizia per potere godere di agevolazioni fiscali e ricevere fondi governativi. I gruppi religiosi riconosciuti possono celebrare matrimoni con effetti civili, battezzare bambini attribuendo nomi riconosciuti civilmente e celebrare funerali rilasciando certificati di morte riconosciuti civilmente. Nelle scuole pubbliche è previsto l'insegnamento della religione nell'ambito degli studi sociali; il programma del corso di religione è basato sull'etica e la teologia del cristianesimo e i genitori possono chiedere per i figli l'esonero dal corso, ma non sono previsti corsi alternativi. Nelle scuole private i corsi di religione devono seguire lo stesso programma delle scuole pubbliche, ma possono essere aggiunti corsi su una religione specifica.

## Religioni presenti

### Cristianesimo

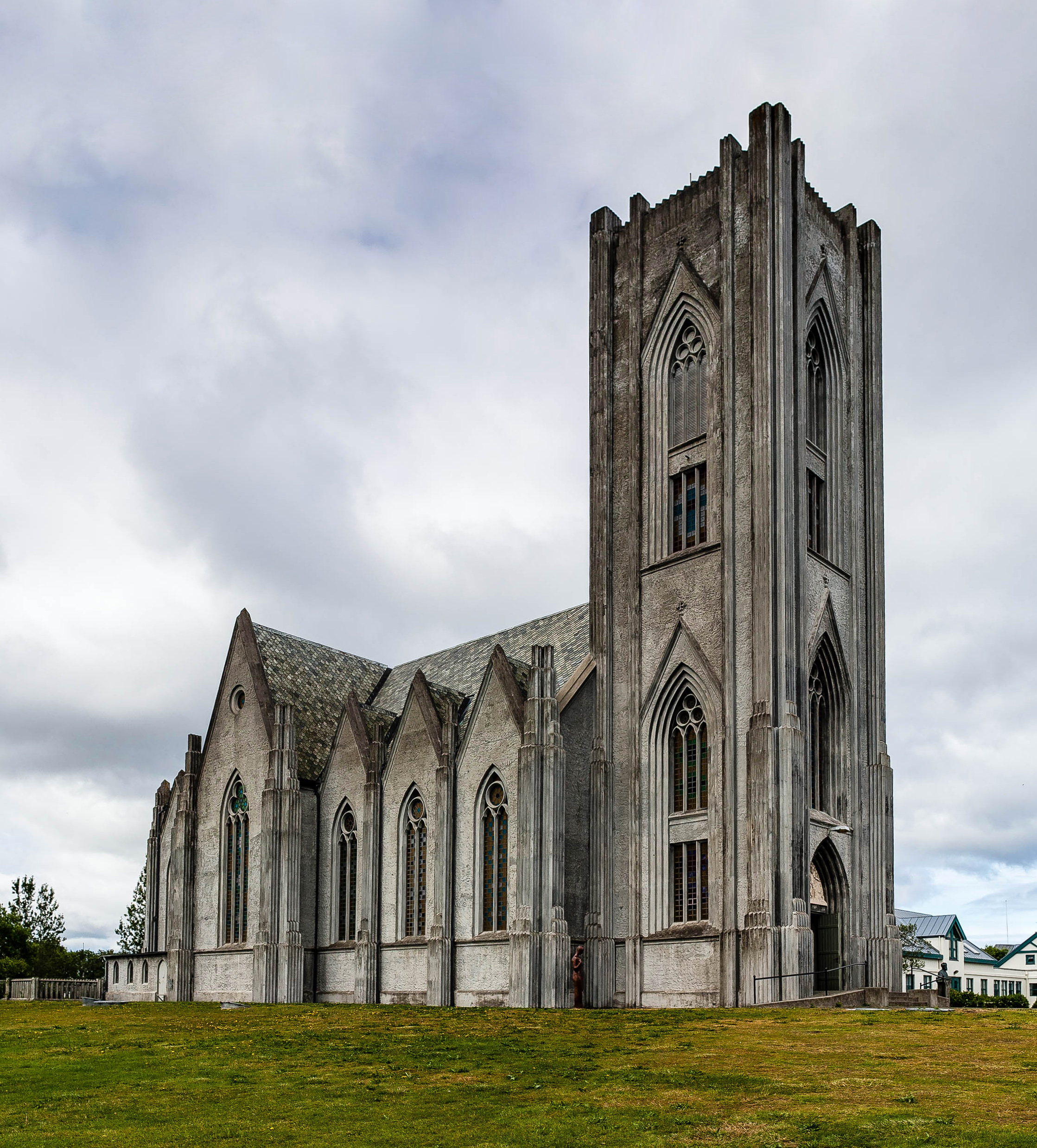
Cattedrale cattolica di Cristo Re a Reykjavík

Secondo l'indagine statistica effettuata nel 2020 dall'istituto Hagstofa Íslands, i protestanti rappresentano circa il 70,3% della popolazione, i cattolici circa il 4% della popolazione, gli ortodossi circa lo 0,3% della popolazione e i cristiani di altre denominazioni circa lo 0,4% della popolazione.
I protestanti islandesi sono in maggioranza luterani e la maggiore denominazione a cui appartengono è la Chiesa nazionale d'Islanda, che aderisce alla Federazione luterana mondiale e raggruppa circa il 63,5% della popolazione; vi sono anche altre Chiese luterane minori, che raggruppano il 5,6% della popolazione.  Gli altri principali gruppi protestanti presenti nel Paese sono i pentecostali, i battisti e gli avventisti del settimo giorno. 
La Chiesa cattolica è presente in Islanda con la Diocesi di Reykjavik, che comprende tutto il territorio del Paese. 
La Chiesa ortodossa è presente in Islanda con la Chiesa ortodossa russa e la Chiesa ortodossa serba.
Fra i cristiani di altre denominazioni, in Islanda sono presenti i Testimoni di Geova e la Chiesa di Gesù Cristo dei Santi degli Ultimi Giorni (i Mormoni). 

### Altre religioni

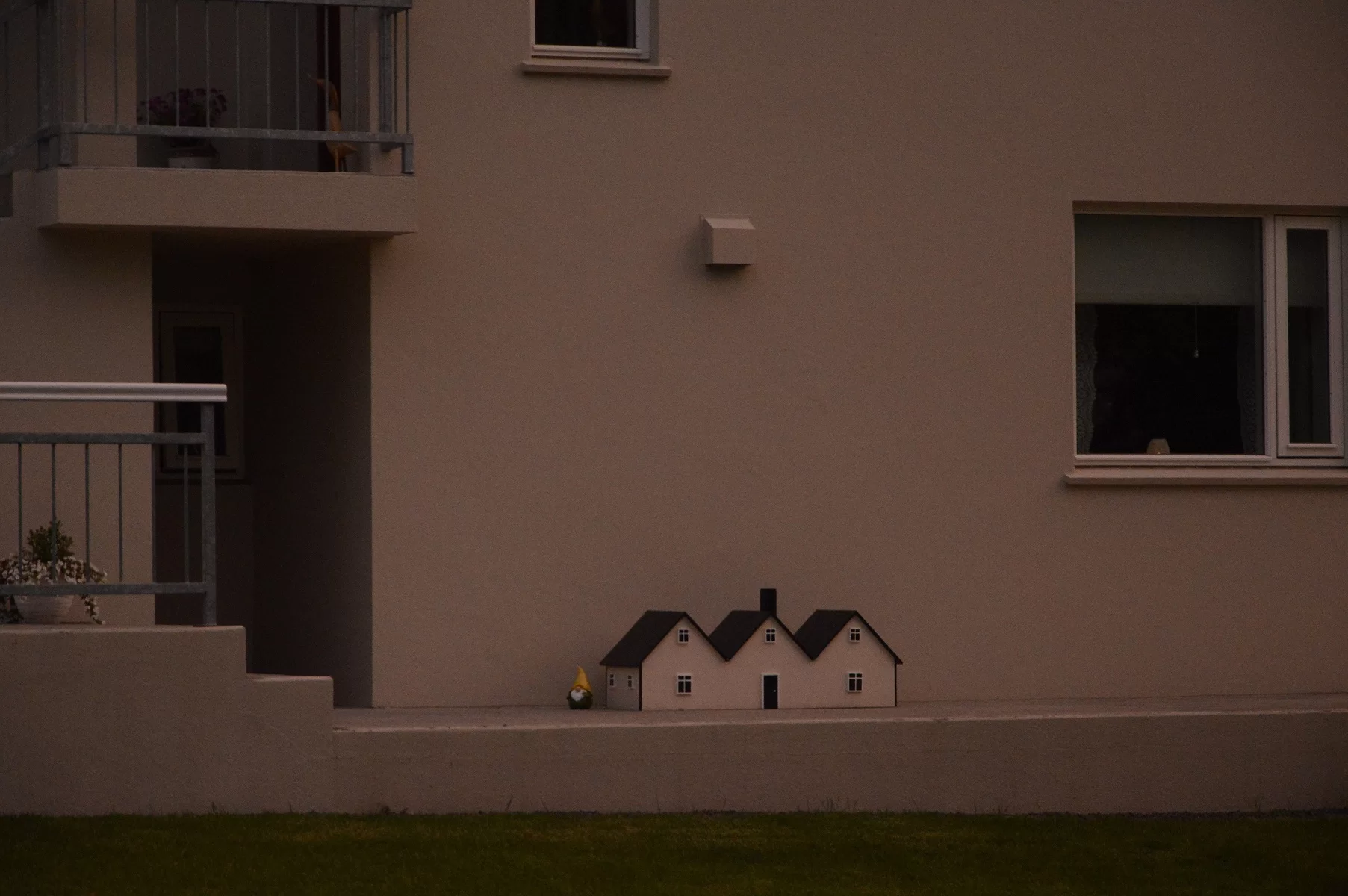
Casette degli Elfi in un cortile, Islanda 2016

Tra le religioni non cristiane, in Islanda sono presenti l'islam, il buddhismo e la religione bahai; vi sono anche piccoli gruppi di ebrei e induisti. Sono presenti anche due religioni neopagane, l'etenismo e lo zuismo.